# Neptidopsis velleda
Neptidopsis velleda är en fjärilsart som beskrevs av Paul Mabille 1890. Neptidopsis velleda ingår i släktet Neptidopsis och familjen praktfjärilar. Inga underarter finns listade i Catalogue of Life.